# 大橋蓮
大橋 蓮（おおはし れん、2001年10月6日 - ）は、日本のプロボクサー。愛知県北名古屋市出身。大橋ボクシングジム所属。
血液型A型。得意のパンチは左ストレート。

## 来歴
4歳から中学3年まで空手をしており、享栄高校でボクシングを始めて東京農業大学に進学した。

### アマチュアキャリア
2022年11月27日、東京の墨田区総合体育館にて、佐藤貴則（西武台千葉）と全日本ボクシング選手権ライト級決勝戦で対戦し、初回2分43秒KO勝ちを収め、初優勝を果たした。26日の準決勝も左ストレートで3回にKO勝ちしており、アマでは極めて異例の連続KOを全日本の準決勝と決勝で達成する快挙を達成した。
2023年7月、所属していた東京農業大学ボクシング部は違法薬物に関わり4人の部員が逮捕された事で無期限活動停止処分を受けた。個人での活動は認められたが、練習場など大学の施設が使えずに練習できない期間は、練習場所を提供してくれた金子ジム、後に大橋ジムで個人練習に励んだ。大橋ジム入りを決めてからはロードワークや筋力トレーニングなどの自主練習にも力を入れた。
2023年11月24日、東京の墨田区総合体育館にて、高橋麗斗（日大）と全日本ボクシング選手権ライトウェルター級初戦で対戦し、4-1の判定勝ちを収め、準決勝に進出した。
2023年に東農大ボクシング部で違法薬物問題が発覚して部が無期限の活動停止処分になった影響もあり、11月の全日本選手権は「悔いが残る」敗戦となった事で引退も考えていたが「完全燃焼したい」と大学を中退して、2028年のロサンゼルス五輪を目指すという選択肢もありながら「4年あればプロでいいところまでいけると思った」とプロ転向を決断した。
2024年4月2日、東京の後楽園ホールでB級プロテストを受験し合格した。合格後、「拳でお金を稼いでいくという自覚をしっかりと持てるようにしたい」と語った。

### プロキャリア
2024年6月25日、東京の後楽園ホールにてアタッチャイ・プラソエトリとフェザー級6回戦を行い、初回2分34秒TKO勝ちを収めプロデビュー戦を白星で飾った。
2024年8月4日、富士市のふじさんめっせ産業交流展示場にてウィラポン・ケトゥナロングとフェザー級6回戦を行い、3回1分13秒KO勝ちを収めた。
2025年3月31日、東京の後楽園ホールにてレイカー・アウグジリオとフェザー級8回戦を行い、2回1分22秒TKO勝ちを収めた。
2025年6月19日、東京の大田区総合体育館にてブライアン・ノーマン・ジュニア対佐々木尽の前座でOPBF東洋太平洋スーパーバンタム級11位の栾光恒とフェザー級8回戦を行い、5回2分23秒TKO勝ちを収めた。

## 戦績
- アマチュアボクシング：55戦 38勝 (15RSC) 17敗
- プロボクシング：4戦 4勝 (4KO) 無敗

| 戦           | 日付          | 勝敗 | 時間    | 内容 | 対戦相手                   | 国籍       | 備考           |
| ------------ | ------------- | ---- | ------- | ---- | -------------------------- | ---------- | -------------- |
| 1            | 2024年6月25日 | ☆    | 1R 2:34 | TKO  | アタッチャイ・プラソエトリ | タイ       | プロデビュー戦 |
| 2            | 2024年8月4日  | ☆    | 3R 1:13 | KO   | ウィラポン・ケトゥナロング | タイ       |                |
| 3            | 2025年3月31日 | ☆    | 2R 1:22 | TKO  | レイカー・アウグジリオ     | フィリピン |                |
| 4            | 2025年6月19日 | ☆    | 5R 2:23 | TKO  | 栾光恒                     | 中国       |                |
| テンプレート |               |      |         |      |                            |            |                |

## 獲得タイトル
アマチュア
- 2022年度全日本ボクシング選手権ライト級優勝
- 2022年度国民体育大会ライト級優勝

## 表彰
アマチュア
- 2022年度全日本ボクシング選手権 最優秀選手[11]